# Rue d'Antrain
La rue d'Antrain est l'une des principales rues commerçantes du centre-ville de Rennes.

## Situation et accès
La rue d'Antrain est située au nord de la place de la Mairie. Elle se situe dans le prolongement de la rue Le Bastard vers la rue Lesage et la rue de l'Hôtel-Dieu.
Elle relie la rue de la Visitation au boulevard Volney et à la rue de la Motte Brûlon. Elle est prolongée par l'avenue Général George S. Patton.
Les stations de métro desservant la rue sont Sainte-Anne, Jules Ferry et Gros Chêne.

## Origine du nom
Son nom est issu de l'ancienne route qui menait à la ville d'Antrain au nord de Rennes.

## Historique
La rue d'Antrain est mentionnée dès 1403 et s'appelait alors rue de la Reverdiais, et ce, jusqu'en 1792, époque où elle était encore située dans les faubourgs de la ville. Le faubourg était aussi nommé Faubourg Saint-Laurent ou Pavé Saint-Laurent, car il menait vers cette paroisse. Ce nom de Reverdiais provient d'une maison de plaisance entourée de jardins et de bosquets qui se trouvait à cet endroit.

## Bâtiments remarquables et lieux de mémoire
Au no 2, à l'angle, une maison remarquable à pan de bois, datée du XVIIe siècle, dite de la Croix-Verte et bâtie par les Visitandines, et dont la façade est constituée de croisillons typiques de couleur bordeaux. Elle a été complètement restaurée en 2013,,

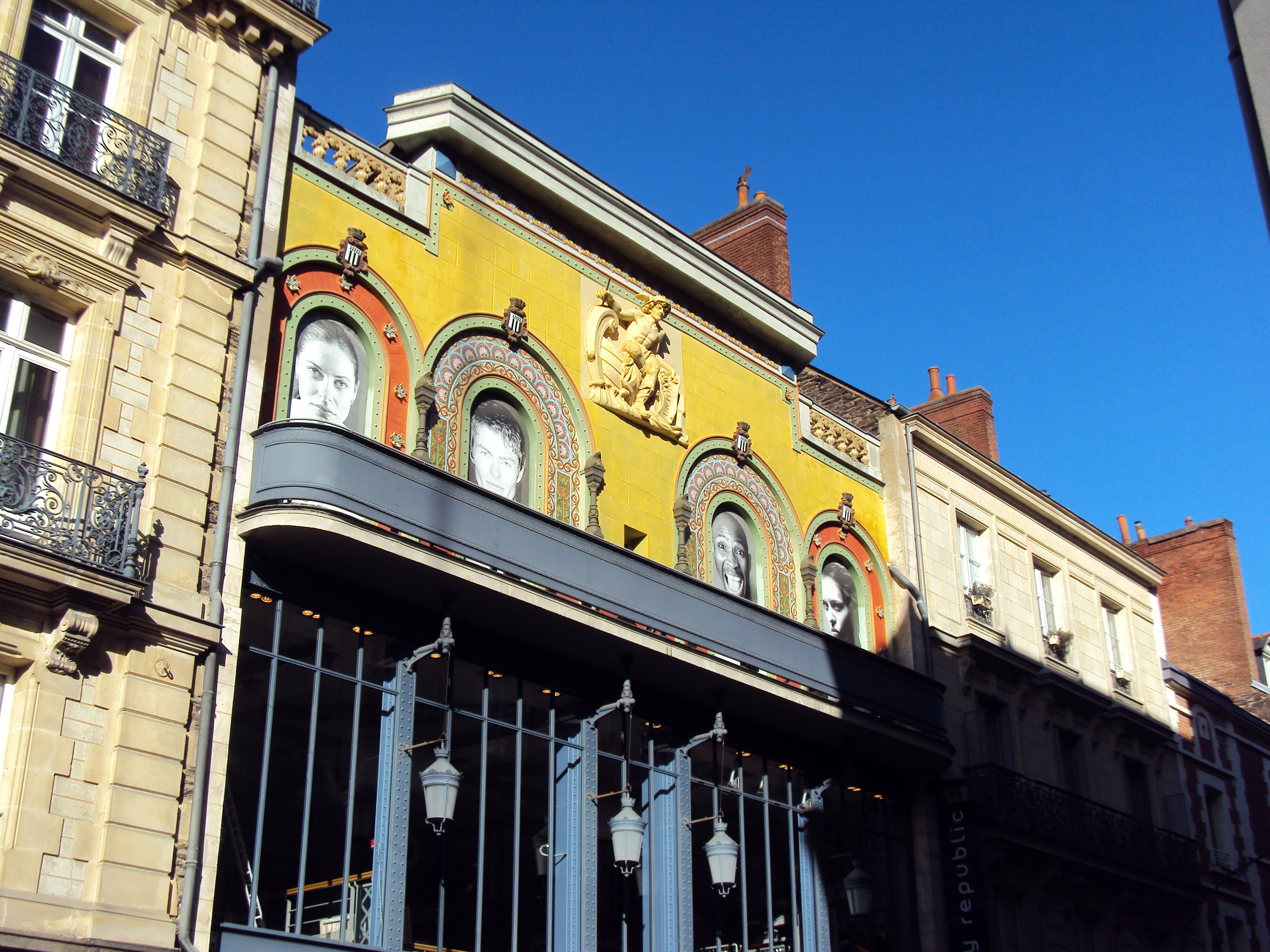
Les immeubles de la rue d'Antrain à Rennes - Au no 9, l'ancien magasin Valton

Au no 9, le remarquable immeuble de style art nouveau de l'ancien magasin Valton avec une structure en fer apparente en façade et décoré à l'intérieur par le célèbre mosaïste Isidore Odorico en 1897.
Au no 10, une maison à pan de bois du XVIe siècle, la seconde de ce type que l'on peut trouver dans cette rue,

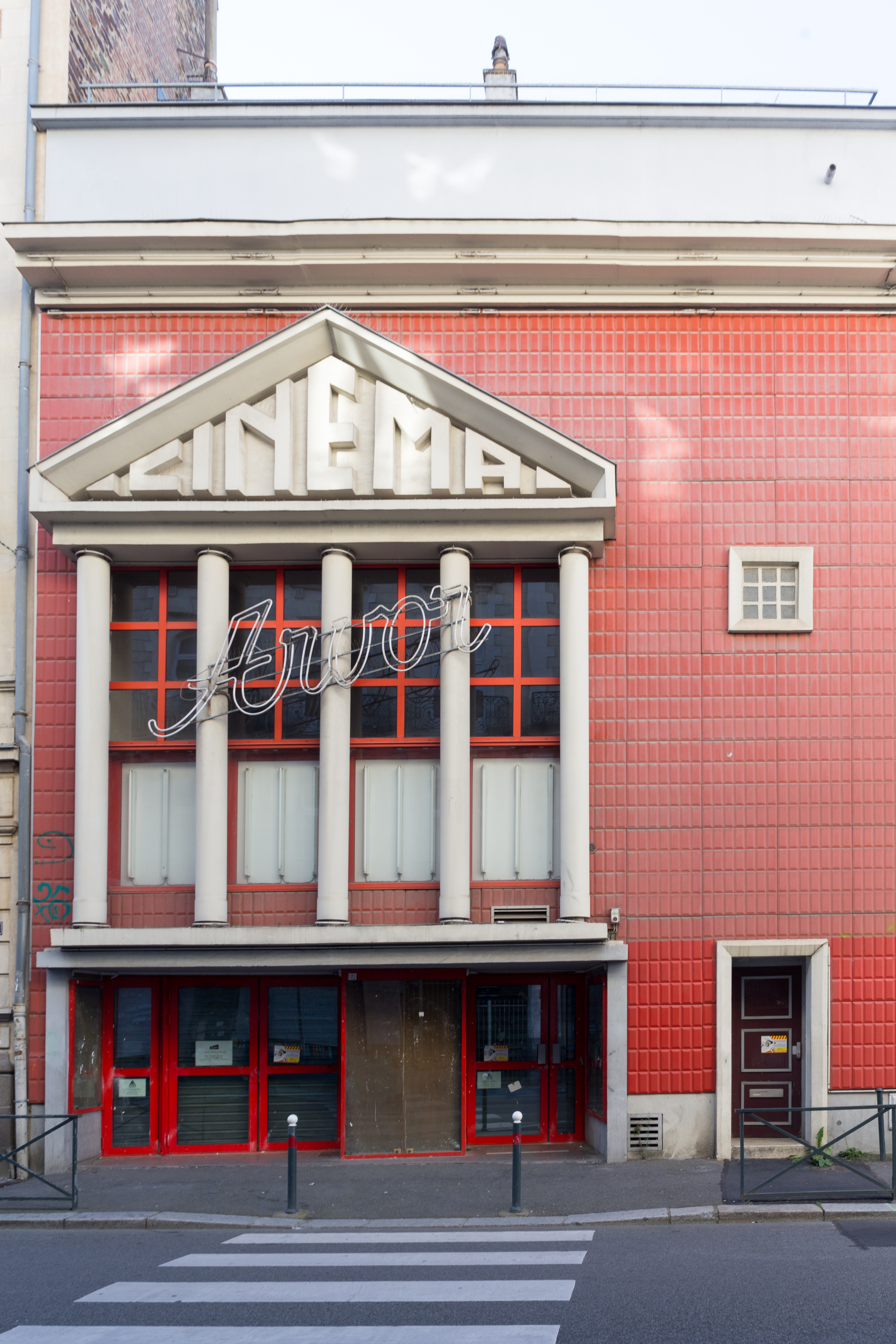
L'ancien cinéma Arvor en 2022

Au no 29, le cinéma Le Club, construit en 1949, a été repris en 1983 sous le nom de l'Arvor, salle d'art et d'essai connue pour diffuser des films d'auteur. Le cinéma déménage dans de nouveaux locaux en avril 2021, les locaux rue d'Antrain restant inoccupés depuis,,
Au no 31, un ancien couvent de capucins abrité l’actuel lycée privé Saint-Martin et sa chapelle,
Au no 43, la Maison Crespel, construite en 1950-1954, par Louis Chouinard, bâtiment reconnu par le Label « Patrimoine du XXe siècle »,

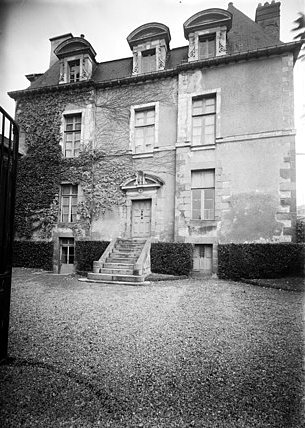
Maison de La Houblonnière, Hôtel de La Moussaye, dit l'Indien

Au n° 58, la Maison de La Houblonnière, Hôtel de La Moussaye, dit l'Indien. Commandant pour le Roi Louis XIV, la partie sud de Saint-Domingue. Remanié par l’architecte Lavallois [Pierre Corbineau], dans la première moitié du XVIIème siècle; quand celui-ci entreprit les travaux du Parlement de Bretagne. L’Hôtel qui fut le logement pour un grand nombre de parlementaires et députés aux Etats de Bretagne.
Au no 61, dans l'enceinte du collège de l'Adoration, l'ancienne maison d'éducation pour jeunes filles pauvres de la noblesse bretonne, dite Hôtel des Demoiselles, à l'instar de la réalisation de l'école pour jeunes gentilshommes fondée par l'abbé de Kergu qui se trouvait entre l'actuel boulevard de la Liberté et la rue Saint-Thomas. La construction, aménagée entre 1746 et 1778, comporte un rez-de-chaussée construit en moellons de schiste et un étage en pan de bois, hourdis en torchis. La fondation de l'Hôtel des Gentilshommes et de celui des Demoiselles fut au cœur d'une polémique dont Chateaubriand, dans les Mémoires d'outre-tombe, se fit l'écho.